# تادلة

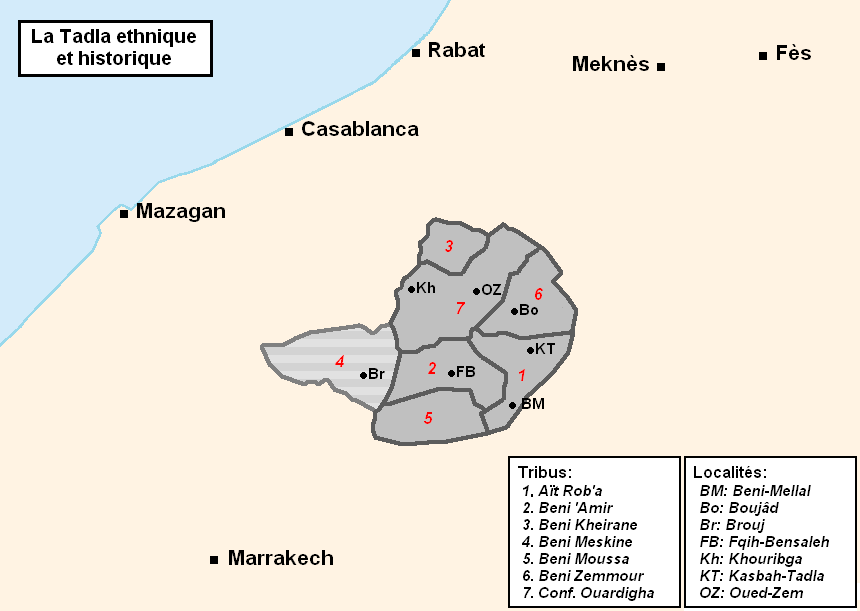
منطقة إقليم تادلا التاريخي و قبائله.

تادلا هي منطقة تاريخية و جغرافية في وسط المغرب شمال جبال الأطلس الكبير و غرب الأطلس المتوسط. تعتبر المنطقة مساكن أصلية لقبائل تادلا الشبه رحل حيث سميت باسمهم. و تشكل المنطقة اليوم جزء رئيسي من الإقليم الإدراي جهة بني ملال خنيفرة و يستثنى من ذلك الإقليم التاريخي لقبيلة بني مسكين و الواقع في إقليم جهة الدار البيضاء سطات.

## التركيب السكاني
ينقسم سكان تادلا إلى تسع قبائل رئيسية ذي أصول عربية في الأغلب:
- قبيلة آيت رباع: و تشغل الجزء الغربي من إقليم بني ملال و قد شكلها مولاي إسماعيل بن الشريف بدمج قبيلة تادلا الأصلية مع ثلاث قبائل أخرى (غطاية وسمغوت وبني معدن).
- قبيلة بني عامر: تشغل الجزء الشمالي من إقليم الفقيه بن صالح.
- قبيلة بن خيران: تشغل الجزء الشمالي الغربي من إقليم خريبكة.
- قبيلة بني مسكين: تشغل الجزء الجنوبي من إقليم سطات و كانت القبيلة في السابق جزء من حلف قبائل تادلا و قد انضمت إلى قبائل الشاوية في القرن التاسع عشر.
- قبيلة بني موسى: تشغل الجزء الجنوبي من إقليم الفقيه بني صلاح.
- قبيلة بني زمور: تشغل الجزء الشرقي من إقليم خريبكة.
- تحالف قبائل ورديغا: تشغل الأجزاء الوسطى و الغربية من إقليم خريبكة ؛ و يتكون الحلف من ثلاث قبائل وهن أولاد بحر كبار وأولاد بحر صغار وسماعلة.